# Melicope oblanceolata
Melicope oblanceolata är en vinruteväxtart som beskrevs av Thomas Gordon Hartley. Melicope oblanceolata ingår i släktet Melicope och familjen vinruteväxter. Inga underarter finns listade i Catalogue of Life.